# Дьяконово (Кольчугинский район)
Дьяконово — деревня в Кольчугинском районе Владимирской области России, входит в состав Флорищинского сельского поселения.

## География
Деревня расположена в 9 км на юг от центра поселения посёлка Металлист и в 14 км на запад от райцентра города Кольчугино.

## История
В конце XIX — начале XX века село входило в состав Коробовщинской волости Покровского уезда, с 1925 года — в составе Киржачской волости Александровского уезда. В 1859 году в деревне числилось 15 дворов, в 1905 году — 18 дворов, в 1926 году — 29 дворов.
С 1929 года деревня входила в состав Флорищинского сельсовета Кольчугинского района, с 2005 года — в составе Флорищинского сельского поселения.

## Население
| 1859 | 1905 | 1926 | 2002 | 2010 | 2021 |
| ---- | ---- | ---- | ---- | ---- | ---- |
| 106  | ↗138 | ↗168 | ↘0   | ↗2   | ↗3   |